# Wolfmother
Wolfmother is een Australische band uit Erskineville, Sydney. De band bestond uit Andrew Stockdale (zang/leadgitaar), Aidan Nemeth (ritmegitaar), Ian Peres (basgitaar/keyboard) en Will Rockwell-Scott (drums). In augustus 2008 zijn Chris Ross (basgitaar/keyboard) en daaropvolgend Myles Heskett (drums) uit de band gestapt en in 2013 ging de band tijdelijk uit elkaar. In juli van dat jaar begonnen de overgebleven leden weer te toeren. Hun muziek wordt geïnspireerd door rockbands als Led Zeppelin, Deep Purple, Black Sabbath en Kyuss.

## Levensloop

### 2000-2006: Oprichting, ep en eerste studioalbum
Wolfmother werd in 2000 opgericht, met Andrew Stockdale als zanger en gitarist, Chris Ross als basgitarist en pianist, en Myles Heskett als drummer.
Na het uitkomen van hun debuut-ep Wolfmother in 2004, trad Wolfmother op op muziekevenementen als Homebake en Big Day Out. De ep was een succes en kwam in Australië binnen op nummer 35. Ook werden nummers van de ep veel gespeeld op radiostation Triple J.
In 2005 ging de band naar Los Angeles om daar het album Wolfmother op te nemen met producer Dave Sardy (Marilyn Manson, Oasis) in oktober van dat jaar.
De eerste single die uitkwam van het album was Mind's Eye/Woman. Deze kwam binnen in de Australische hitlijsten op nummer 29. Het album (2 keer platinum) zelf kwam binnen op nummer 3 in de hitlijst en bleef daar een tijdje in de top 20. Ze wonnen de J Award van Triple J voor beste album van het jaar en speelden op het Falls Festival.
In 2006 speelden ze voor de tweede keer op Big Day Out en kwam hun tweede single White Unicorn uit. Ze speelden in maart op het SXSW festival in Austin, Texas, in april op Coachella, in mei op het Sasquatch! Music Festival en in juli stonden ze op Oxegen Festival en Roskilde Festival. Ze waren in 2006 ook nog te gast in het radioprogramma That's Live dat op zaterdagmiddag wordt uitgezonden op 3FM en dat gepresenteerd wordt door Eric Corton.

### 2006-2007
Vanaf 13 juli 2006 speelden ze acht shows in Australië waaronder een optreden op het Splendour in the Grass Festival. Op 29 juli 2006 speelden ze op het Fuji Rock Festival voordat ze een tour in Europa en de Verenigde Staten gingen doen. Tijdens deze tour speelden ze op Lollapalooza, Lowlands en Reading and Leeds Festivals. Op 10 september 2006 en 23 september 2006 speelden ze op het Virgin Festival.
In 2006 speelden ze op zaterdag rond het middaguur op Rock Werchter in België, en ze waren de support act tijdens Pearl Jam's Europa Tour in 2006.
Op pinkstermaandag 28 mei 2007 speelden ze als een van de headliners op Pinkpop. Tevens speelden ze in Nederland (Oosterpoort, Groningen) en België in dezelfde maand.
Op 7 juli 2007 speelden ze in Sydney op het wereldwijde festival Live Earth.
In 2007 werd hun hit "Joker and the Thief" als soundtrack gebruikt in de Amerikaanse film "Shoot Em' Up", met filmsterren zoals: Clive Owen, Paul Giamatti en Monica Bellucci. Daarnaast werd het nummer ook gebruikt in een Peugeot reclame, en het race spel "Need for Speed Carbon".

### 2008-2010: nieuwe lineup, enCosmic Egg
Op 7 augustus 2008 werd bekend dat Chris Ross (keyboard/basgitaar) en Myles Heskett (drums) uit de band waren gestapt. Voorman Andrew Stockdale deed er echter niet lang over om nieuwe leden te vinden, in november 2008 werd namelijk al gestart met de opnames van hun tweede studioalbum, Cosmic Egg. Nieuwe leden zijn Ian Peres (keyboard/basgitaar), Dave Atkins (drums) en Aidan Nemeth (ritmegitaar). De nieuwe leden werden in februari 2009 bekendgemaakt. In januari hadden de nieuwe leden de oude nummers van Wolfmother ingestudeerd. Ook waren ze die maand begonnen met het schrijven van nieuwe songs, die dus op Cosmic Egg verschenen in oktober.
In april en mei werden de meeste opnames gemaakt voor Cosmic Egg, die uiteindelijk in oktober verscheen. De eerste single van het album heette Back Round. Voorman Andrew Stockdale had het nummer al in september 2007 geschreven, en speelde het nummer (nog met de originele lineup) voor het eerst live in april 2008. De single verscheen op 2 juni 2009. Echter, op 30 maart 2009 werd Back Round beschikbaar gesteld als free download single op de officiële website van Wolfmother.
Cosmic Egg werd goed ontvangen, maar er waren ook negatieve reacties op het nieuwe album. Verscheidene fans waren niet tevreden met de nieuwe lineup van Wolfmother. Drummer Dave Atkins zou in april 2010 al uit de band stappen, maar niet omdat Wolfmother-fans hem niet goed vonden. Atkins werd over het algemeen zelfs als een betere drummer beschouwd dan Myles Heskett (die de band van 2000 tot augustus 2008 steunde).
Op 26 januari 2010 werd bekend dat Wolfmother weer op het Pinkpopfestival zou staan. De band had dit te danken aan de pinkpopgangers die gestemd hadden voor de Gouden Tip. De band moest door ziekte van frontman Stockdale echter verstek laten gaan.

### 2010 – 2011: Derde album
Op 23 april 2010 werd bekend dat drummer Dave Atkins de band verlaten had omdat hij meer tijd wilde spenderen aan zijn familie, niet omdat hij ruzie had met de andere bandleden, zoals bij de eerdere ledenwisseling (in augustus 2008). Atkins stopte echter niet met drummen, wel met Wolfmother. De nieuwe drummer van Wolfmother werd Will Rockwell-Scott.
In februari 2011 verschenen op Facebook foto's van Wolfmother dat in de studio aan zijn derde album werkte. In maart 2011 werd bevestigd dat het om het nieuwe album ging. In juni 2011 zei Andrew Stockdale dat er voor het nieuwe album 12 van de 13 songs af waren en dat de opnamen die maand waren afgerond. Het nieuwe album, waarvan de naam nog niet bekend is, zou verschijnen begin 2012, maar die datum werd niet gehaald en stond toen voor maart 2013 gepland, maar werd weer uitgesteld. Het is de eerste Wolfmother-release met drummer Will Rockwell-Scott. Andrew Stockdale en Aidan Nemeth hebben zelf grotendeels het album geproduceerd. Daarnaast bracht de centrale persoon van de band -Andrew Stockdale- in juni 2013 een eigen album uit, genaamd "Keep Moving". Dit deed vermoeden dat er geen of voorlopig geen derde album van de band zou verschijnen. Echter op 23 maart 2014 verscheen toch plotseling hun derde studio-album getiteld New Crown. De kritieken zijn over het algemeen negatief; het album zou klinken alsof het in elkaar geflanst is.

### 2013
Op 28 april 2013 gaf de band het laatste concert en daarna gingen ze uit elkaar, maar later verkondigden ze dat ze toch weer gaan optreden. Wat kort daarop gebeurde in weer een nieuwe bezetting met Andrew Stockdale als vast en centraal bandlid.

Wolfmother Live 2016
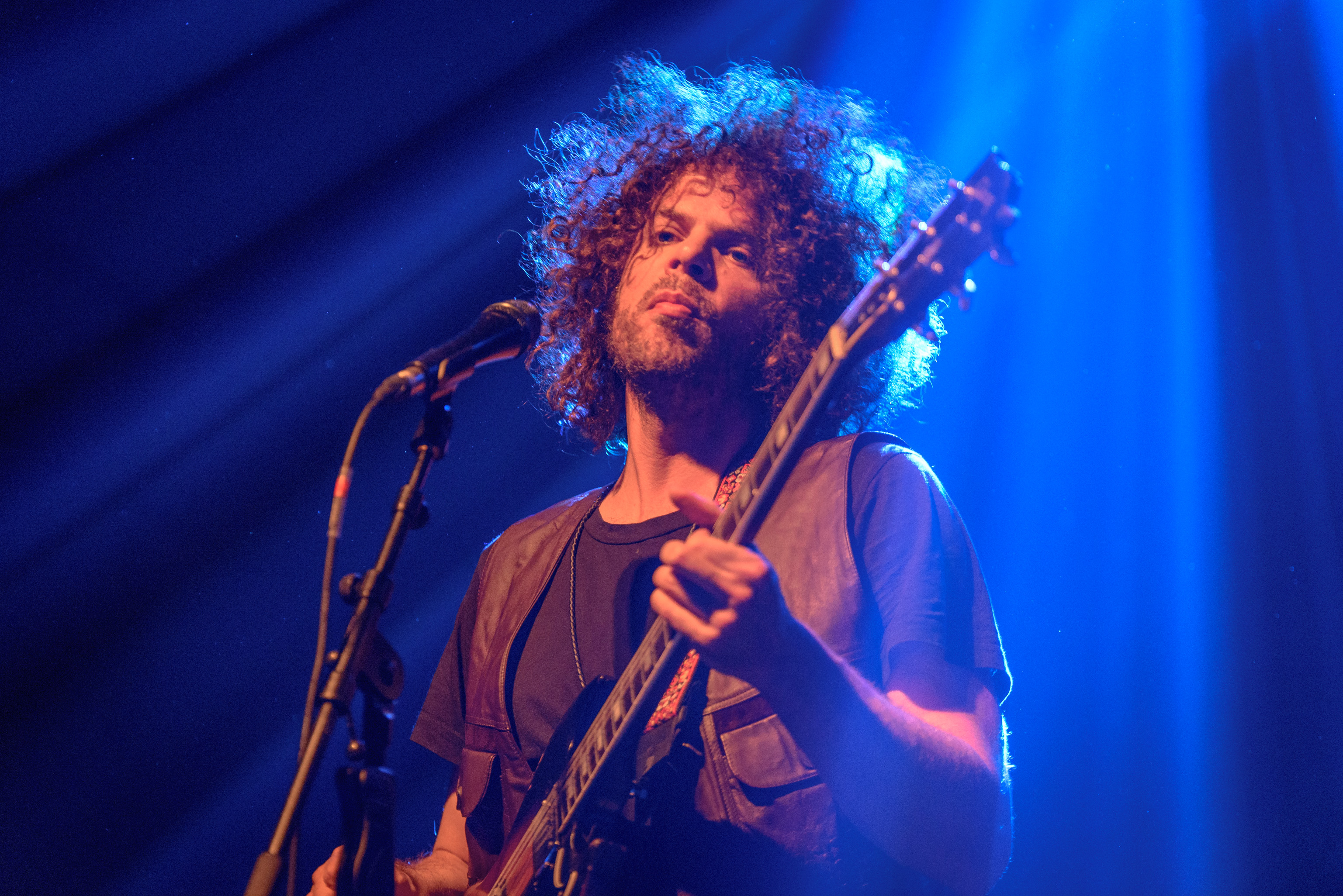
Andrew Stockdale
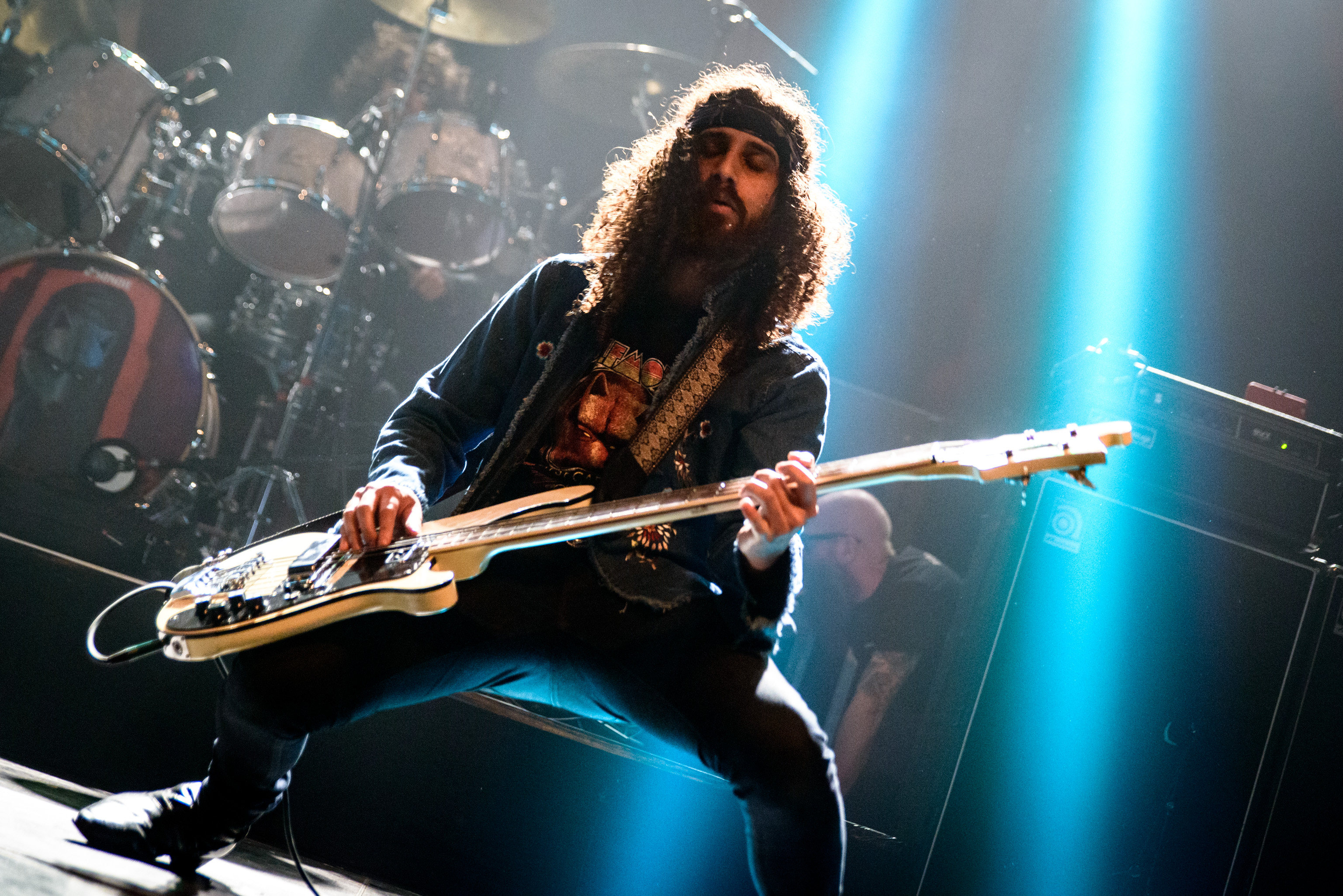
Ian Peres
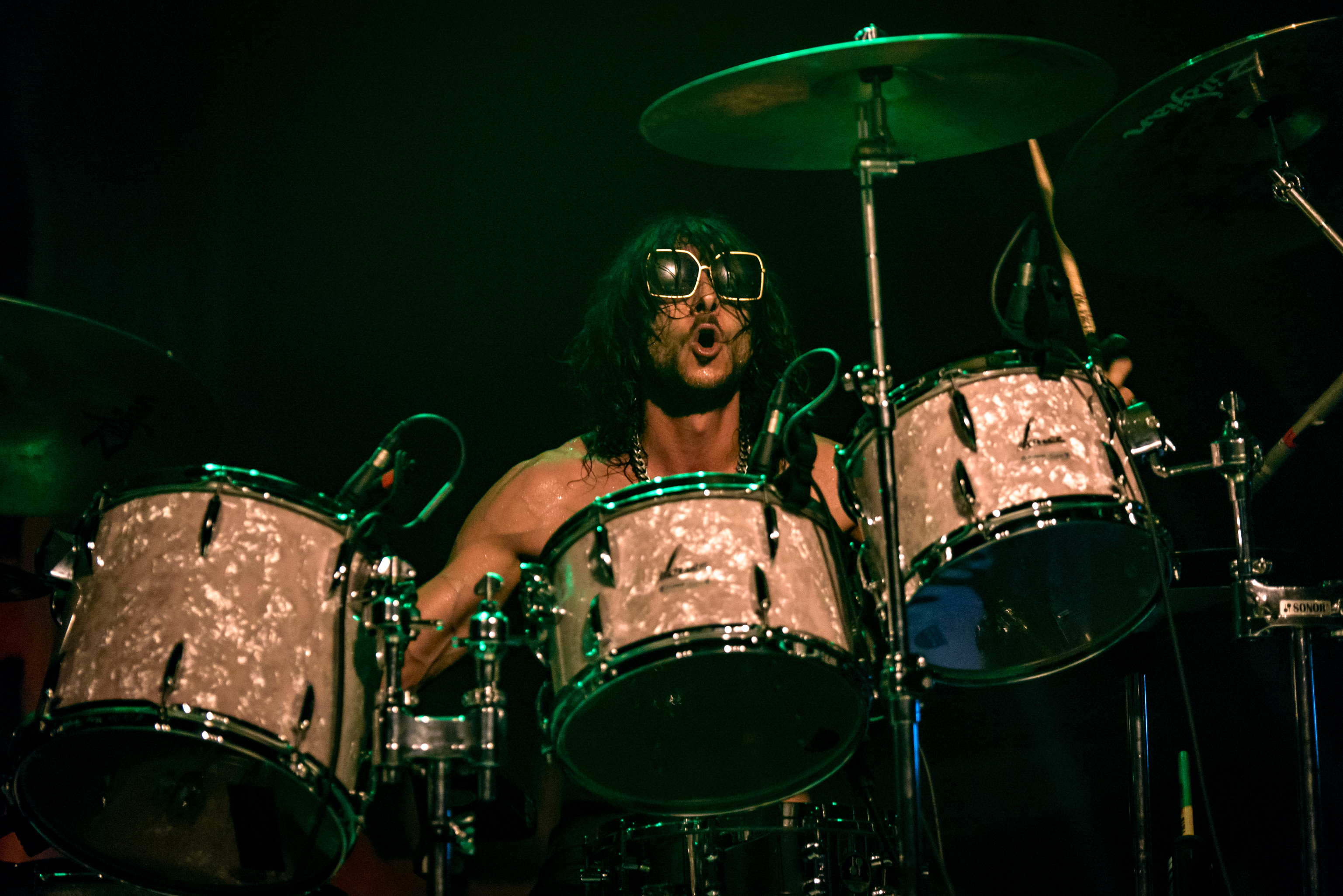
Alex Carapetis (Tour Drummer)
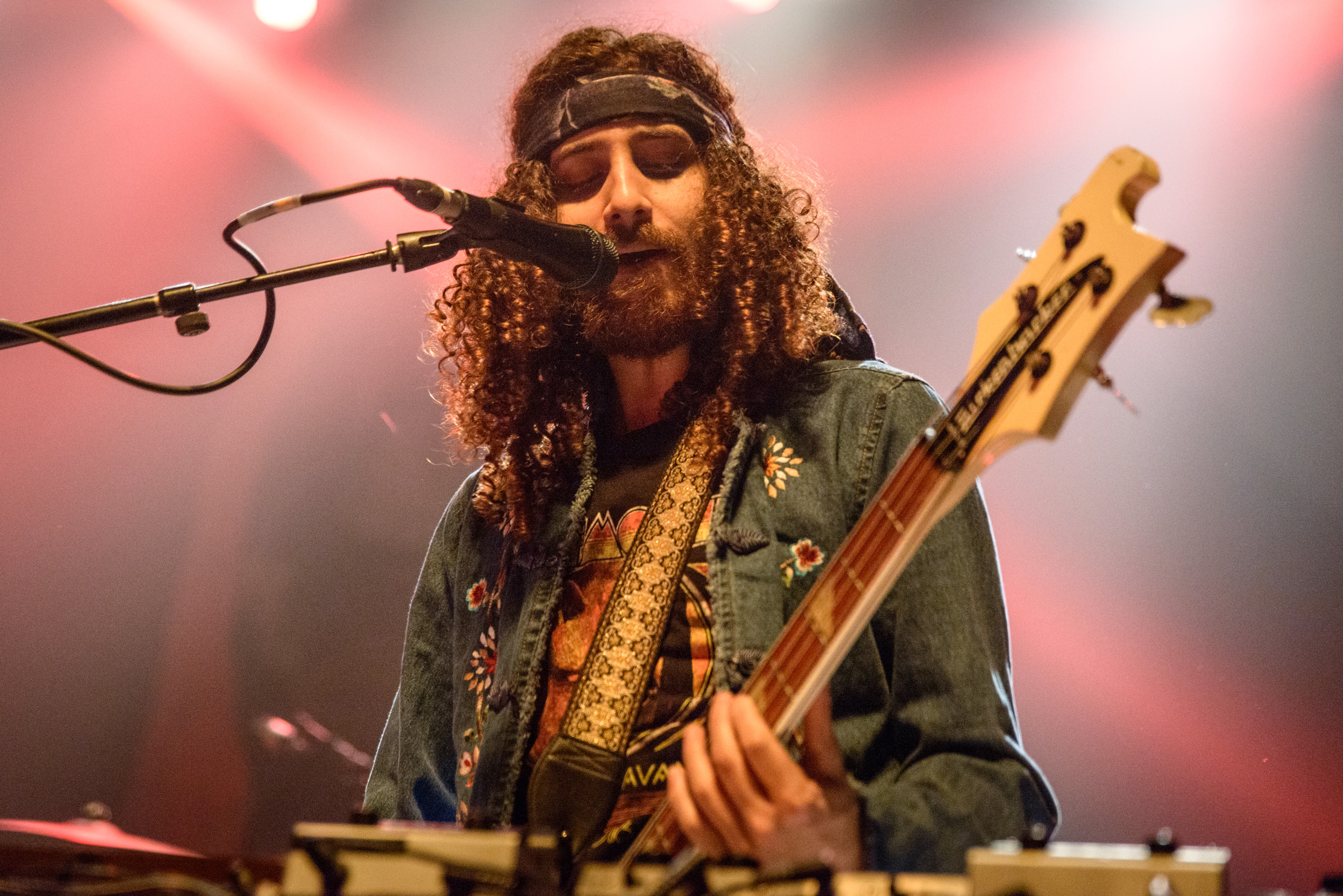
Ian Peres

## Discografie

### Albums
| Album met eventuele hitnotering(en) in de Nederlandse Album Top 100 | Datum van verschijnen | Datum van binnenkomst | Hoogste positie | Aantal weken | Opmerkingen |
| ------------------------------------------------------------------- | --------------------- | --------------------- | --------------- | ------------ | ----------- |
| Wolfmother                                                          | 05-05-2006            | 01-07-2006            | 23              | 20           |             |
| Cosmic egg                                                          | 23-10-2009            | 31-10-2009            | 14              | 4            |             |
| New Crown                                                           | 23-03-2014            | -                     |                 |              |             |
| Victorious                                                          | 19-02-2016            | 27-02-2016            | 20              | 3            |             |
| Rock'n'Roll Baby                                                    | 29-12-2019            |                       |                 |              |             |
| Rock Out                                                            | 12-11-2021            |                       |                 |              |             |

| Album met hitnotering(en) in de Vlaamse Ultratop 200 albums | Datum van verschijnen | Datum van binnenkomst | Hoogste positie | Aantal weken | Opmerkingen |
| ----------------------------------------------------------- | --------------------- | --------------------- | --------------- | ------------ | ----------- |
| Wolfmother                                                  | 2006                  | 15-07-2006            | 58              | 20           |             |
| Cosmic egg                                                  | 2009                  | 31-10-2009            | 38              | 5            |             |
| New Crown                                                   | 23-03-2014            | -                     |                 |              |             |
| Victorious                                                  | 2016                  | 27-02-2016            | 35              | 14           |             |
| Rock'n'Roll Baby                                            | 29-12-2019            |                       |                 |              |             |
| Rock Out                                                    | 12-11-2021            |                       |                 |              |             |

### NPO Radio 2 Top 2000
| Nummer met noteringen in de NPO Radio 2 Top 2000 | '18  | '19  | '20  | '21  | '22  | '23  | '24  |
| ------------------------------------------------ | ---- | ---- | ---- | ---- | ---- | ---- | ---- |
| Woman                                            | 1750 | 1579 | 1661 | 1800 | 1785 | 1995 | 1957 |

1. ↑  Een vetgedrukt getal geeft de hoogste notering aan.
2. ↑  2018 was het eerste jaar met een notering voor dit nummer.

### Ep's
- 2004 - Wolfmother
- 2006 - Dimensions
- 2014 - New Crown
- 2016 - Victorious

### Singles
- 2005 - Mind's Eye (Wolfmother)
- 2006 - White Unicorn (Wolfmother)
- 2006 - Dimension (Wolfmother)
- 2006 - Woman (Wolfmother)
- 2006 - Love Train (Wolfmother)
- 2006 - Joker & the Thief (Wolfmother)
- 2006 - BC Unicorn (Wolfmother)
- 2009 - New Moon Rising (Cosmic egg)
- 2010 - White Feather (Cosmic egg)

### Games
- 2006 - Guitar Hero II - Woman
- 2006 - FlatOut 2 - Pyramid
- 2006 - FlatOut 2 - Dimension
- 2006 - Need for Speed: Carbon - Joker & the Thief
- 2006 - Tony Hawk's Project 8 - Woman
- 2007 - Motorstorm - Woman
- 2008 - Pure - Woman
- 2008 - Saints Row 2 - Woman
- 2008 - Guitar Hero on Tour - Dimension
- 2009 - Guitar Hero 5 - Back Round
- 2013 - Gran Turismo 6 - Highway

## Videografie

### Wolfmother
- 2005 - Mind's Eye
- 2006 - Dimension
- 2006 - Woman
- 2006 - White Unicorn
- 2006 - Love Train
- 2006 - Joker & The Thief
- 2007 - Please Experience Wolfmother Live

## Prijzen en nominaties

### Prijzen
- 2005 - J Award
- 2006 - Jack Awards - Beste basgitarist - Chris Ross van Wolfmother
- 2007 - Grammy - Best Hard Rock Performance Award - Woman

### Nominaties
- 2005 ARIA Music Awards - Single van het jaar voor Woman
- 2005 ARIA Music Awards - Beste doorgebroken artiest - Single voor Woman
- 2006 MTV Australian Video Music Awards - Spankin' New Aussie-artiest
- 2006 MTV Australian Video Music Awards - Beste groep
- 2006 MTV Australian Video Music Awards - Beste rockvideo voor Mind's Eye
- 2006 Jack Awards - Beste liveband
- 2006 Jack Awards - Beste mannelijke artiest - Andrew Stockdale van Wolfmother
- 2006 Jack Awards - Beste leadgitarist - Andrew Stockdale van Wolfmother
- 2006 Jack Awards - Beste basgitarist - Chris Ross van Wolfmother
- 2006 Jack Awards - Beste drummer - Myles Heskett van Wolfmother